# Sancta Maria
Sancta Maria è un film del 1941 diretto da Pier Luigi Faraldo ed Edgar Neville, tratto dall'omonimo romanzo di Guido Milanesi.
Rientra nel filone del cinema di propaganda anti-sovietica.

## Trama
Quando l'uomo che ama è in pericolo di vita per il contagio di un morbo letale, una giovane russa, fino a quel momento comunista, scopre per la prima volta la rassicurante consolazione della fede. Una preghiera alla Madonna porta lei alla conversione e l'uomo alla guarigione.

## La critica
Giuseppe Isani, nelle pagine di Cinema del 25 gennaio 1942 «Trattare di una materia tanto delicatamente complessa e interiore come quella della conversione, ad una distinta e chiara fede, di un essere vissuto freddamente ai margini di ogni morale, è senza dubbio più facile per la penna, che non per la macchina da presa. C'è troppo palese l'aria del costruito a tavolino, del voluto, del Deux ex machina, che qui si presenta sotto l'aspetto di un provvidenziale naufragio. Ma la chiara costruttività della regia, sa, con indovinata discrezione presentarvi la vicenda troppo appoggiata troppo abbondantemente sul furtuito e la combinazione.»

## Commento
Girato interamente a Roma negli studi di Cinecittà in doppia versione, quella spagnola con il titolo La muchacha de Moscù diretto da Neville e quella italiana diretta da Faraldo. La frase di lancio per la proiezione nelle sale era Il primo film italiano antibolscevico. Nella versione iberica appaiono quattro attori di quel paese, Rafael Calvo, Miguel Del Castillo, Anita Delgado e José González al posto di alcuni italiani. Si tratta di uno dei tre film girati da Neville a Roma, insieme a Carmen fra i rossi e Il peccato di Rogelia Sanchez.
Il romanzo di Milanesi sarà nuovamente trasposto al cinema 14 anni dopo, con la pellicola Prigionieri del male diretta da Mario Costa ed interpretata tra gli altri da un esordiente Nino Manfredi, in cui vengono meno i caratteri propagandistici in favore della componente sentimentale-strappalacrime.

## Altri tecnici
- Aiuto regia: Guido Paolucci
- Direttore di produzione: Oscar Gaeta

## Altri dati
- Visto di censura: 31.368 del 29 agosto 1941.

## Manifesti e locandine
La realizzazione dei manifesti venne affidata al pittore Anselmo Ballester.